# Newquay
Newquay (Cornisch:  Tewynblustri, uitspraak: Nieuwkie) is een civil parish in het Engelse graafschap Cornwall. De plaats telt 20.342 inwoners.

## Toerisme

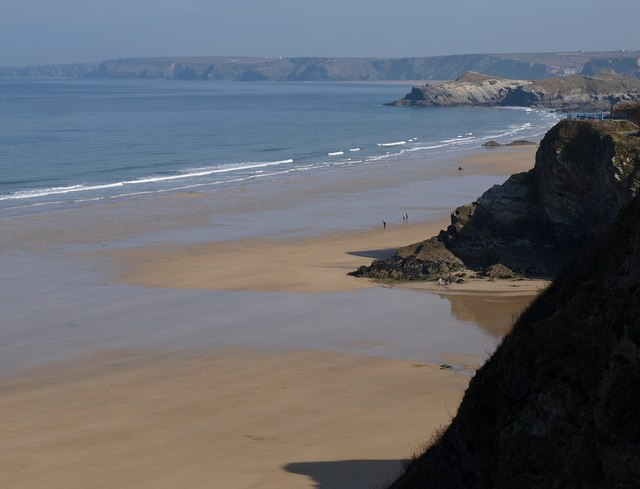
Zandstrand "Great Western", Newquay

Newquay is al meer dan een eeuw een grote toeristische attractie vanwege haar kustlijn en negen bereikbare zandstranden. Het inwoneraantal van Newquay kan in de zomer dan ook tot wel 100.000 reiken, mede omdat er genoeg accommodatie is. Belangrijke toeristische attracties zijn verder nog de Trenance Leisure Gardens. Dit is een groot bosgebied aan de rand van de stad. In dit gebied ligt ook een meer waar bootjes gehuurd kunnen worden. Het meer werd in de jaren 30 van de twintigste eeuw uitgegraven om het toerisme nog meer impuls te geven. In de jaren 60 werden er nog uitgebreid met bewegwijzerde wandelpaden, een zwembad, een miniatuurtreinspoor en tennis-, midgetgolf- en bowlingbanen. Ook staat Newquay bekend om haar evenement "Run to the Sun". Dit is een evenement voor autoliefhebbers en vindt plaats tijdens de meivakantie.

## Nachtleven

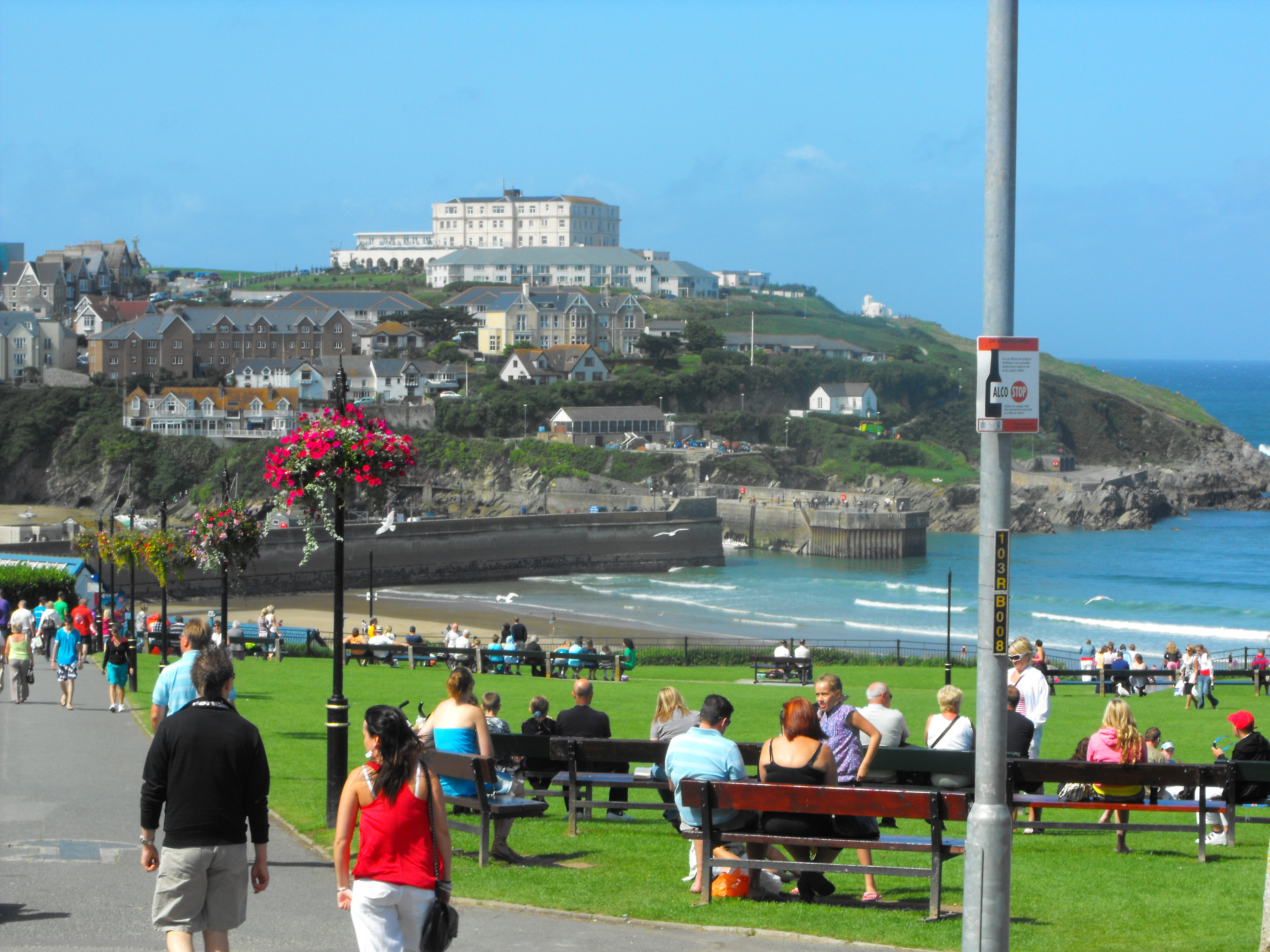
Zicht op de haven van Newquay.

Newquay staat bekend om haar levendige uitgaansleven. Er is een groot aanbod aan cafés, barretjes, traditionele pubs en nachtclubs. Veel van deze accommodaties bieden livemuziek aan, van lokale talenten tot internationale artiesten. De lokale scholieren komen hier van het nachtleven genieten wanneer ze hun examen gehaald hebben. Bij Watergate Bay wordt elk jaar een muziekfestival gehouden.

## Surfen
Newquay wordt beschouwd als de "surfhoofdstad" van het Verenigd Koninkrijk, omdat surfers beweren dat dit de beste plaats in het land is om hun sport te beoefenen. De stad is rijk aan surfwinkels, boardfabrikanten en winkels waar je deze kunt huren. Het belangrijkste strand waaraan gesurft wordt is Fistral Beach, geroemd voor haar hoge, holle golven, geschikt voor het surfen. Fistral Beach wordt al voor meer dan 20 jaar gebruikt voor nationale en internationale surfwedstrijden. In Newquay ligt ook een koraalrif genaamd Cribbar. Er werd pas in 1965 voor het eerst op gesurft, omdat golven hier tot wel 6 meter hoogte reiken.

## Verkeer en vervoer

### Treinen
Newquay heeft haar eigen station. Het station is het eindstation van de Atlantic Coast Line, een treinverbinding van Par naar Newquay. Deze spoorlijn werd oorspronkelijk aangelegd in de jaren 40 van de negentiende eeuw om een verbinding met de haven te hebben. Een passagiersverbinding werd op 20 juni 1876 gerealiseerd en sindsdien is Newquay een goed bereikbaar vakantieresort geworden. Het station ligt namelijk dicht bij zowel de stranden als het stadscentrum. Het station is eigendom van Network Rail en wordt beheerd door First Great Western.

### Lucht- en ruimtehaven
Nabij Newquay ligt de internationale luchthaven Newquay Cornwall Airport. Deze luchthaven verbindt Cornwall met andere delen van het Verenigd Koninkrijk en Dublin, Ierland. In de zomer zijn er ook vluchten naar Düsseldorf. Ook kunnen er op een gedeelte van de luchthaven dat Spaceport Cornwall heet, draagvliegtuigen met raketten voor de ruimtevaart worden voorbereid voor het opstijgen en lanceren boven zee.

## Sport
Newquay heeft twee amateurvoetbalclubs Newquay AFC en Godolphin Atlantic FC.